# مغنولونات
المغنولونات (الاسم العلمي: Magnolianae) هي طبقة نباتية تتبع طائفة ثنائيات الفلقة من صف كاسيات البذور.

## التصنيف
حسب نظام دالغرين لتصنيف النباتات:
- طائفة المغنولانية
- تحت طائفة المغنولانيات
- فوق رتبة المغنولونات

أما حسب نظام ريفيل لتصنيف النباتات: 
- النباتات الماغنولية أو النباتات المزهرة أو كاسيات البذور
  -     - المغنولانيات
      - المغنولونات

أما حسب نظام تختجان ونظام ثورن لتصنيف النباتات: 
- المغنولانية
  - المغنولانيات
    - المغنولونات

### رتب
- المغنوليات
- الغاريات
- الفلفليات
- الكلورانطيات
- الكانيليات